# Kernplasma
Kernplasma of karyoplasma (van Oudgrieks κάρυον karyon voor "kern" en πλάσμα plásma "vorm") of nucleoplasma is de inhoud van de celkern, die door de kernmembraan omgeven wordt. Het kernplasma is een dikke, transparante, lichtzure, colloïdale vloeistof. Het bevat het chromatine en de nucleolus (kernlichaam). De dikke grondvloeistof van het kernplasma wordt het nucleosol genoemd.
Veel stoffen die van belang zijn voor het in stand houden en tot expressie brengen van het genetisch materiaal, zoals nucleotiden en replicatie-enzymen, komen vrij voor in het kernplasma. De concentraties van deze stoffen zijn afhankelijk van celactiviteit, differentiatie en externe factoren. Het kernmembraan bevat vele poriën waardoorheen materiaal voortdurend wordt getransporteerd.
Binnen het kernplasma is een vezelig netwerk van intermediaire filamenten (laminen) ingebed. Dit netwerk, de kernlamina, verstevigt de celkern en is nodig voor de functionaliteit van het genetisch materiaal.